# Мађарска завера
"Мађарска завера" се односи на чињеницу да су постојали неспоразуми унутар Двојне монархије, не само између различитих народа и покрајина, него на првом месту између концепција о даљем проширењу монархије на исток према Солуну, покрета у самој Мађарској, за јачање њене улоге. На првом месту је основа том новом мађарском самопоуздању демографски раст њиховог становништва. Око 1910. године, они су први пут у историји постигли да на територију замишљене Велике Угарске, од Ријеке до ондашње молдавске границе, мађарско становништво прелази 50% укупног становништва. У време револуције, имали су само трећину. То не значи да су и у појединим покрајинама добили такву већину, али су апетити да се мађарска граница обележава Миленијумским кулама (Гардош у Земуну), као и свуда около граница средњовековне Угарске, у 20. веку почели да расту.

## Неспоразуми у монархији
У заједничкој влади, Аустријанци и Мађари се не понашају увек на исти начин. Постоји одређени степен разумевања између мађарског држања и хрватских представника у време Ријечке и Задарске резолуције 1905. и 1906. године. Постоји неслагање око питања којем делу монархије припадају Босна и Херцеговина, јер су делови у средњем веку бивали у оквиру мађарске краљевине. Хрвате охрабрују, поједине партије, тајно.
Највише неспоразума долази од питања могућности узајамне сарадње мађарске и јужнословенске стране, без увида владе у Бечу у те послове. Мађарска је изгледала као да ће почети да гори због унутрашњих атентата на државне и јавне достојанственике. Католички листови позивају да се омладина не угледа на мађарску омладину, због олаког хватања оружја за индивидуално убијање. Другим речима, атмосфера поверења у атентате је значајнија на мађарској, него на јужнословенској страни.
При таквом стању ствари, постоји сарадња мађарских и српских масонских организација. У Београд је дошао француски масон, као учитељ мачовања и француског језика. Атентаторима из "Младе Босне" је он прибавио револвер из белгијске фабрике којим ће касније бити убијен аустроугарски престолонаследник. Сарадња са масонским средиштем у Паризу нуди више странпутица него решења. У српској дипломатској грађи постоји документ да су у време Анексије 1908. године представници мађарских масона тајно долазили у Београд и споразумевали се о заједничком наступу у односу на политику Беча. Ова блиска сарадња од 1909. до 1914. није јасна. Нема докумената који бележи сусрет масонских организација који би водили атентату у Сарајеву. Тако ова мађарска теорија ојачава закључак неких историчара да је преко ових веза, српска влада крива за атентат, заједно са француском. Ово је време када у српској омладини доминира приврженост Француској и њеним доктринама. Према Русији је она константна, али је на првом месту Скерлићева оцена да је Русија аутократска, Немачка капларска, Аустроугарска клерикална и Британија плутократска царевина. Остаје само Француска као узор демократске државе коју треба следити.